# 당 문종
당 문종(唐 文宗, 809년 11월 20일(음력 10월 10일) ~ 840년 2월 10일(음력 1월 4일))은 중국 당나라 제14대 군주이며 이름은 이앙(李昻)이다.
그는 당나라의 제14대 황제(재위 : 827년 - 840년)로 당 목종의 둘째 아들이며, 당 경종(敬宗)의 이복 동생이다. 정헌황후(貞獻皇后) 소생이다. 본명은 함(涵)이었다가 나중에 앙(昻)으로 개명했다.

## 생애
부모를 일찍 여의고 하나 남은 친동생과도 연락이 두절되었으며 모후의 친척은 많지 않았다. 이복형 당 경종이 갑자기 사망하자 환관 왕수징(王守澄) 등의 추대를 받아 황제위에 올랐다.
처음에는 올바른 정치를 하고자 고민하여 궁녀 3,000명을 출궁하고, 오방응견(五坊鷹犬)을 방출하며, 불필요한 벼슬아치와 부패 관리 1,200명을 파직시켜 개혁정책을 폈다. 그러나 곧 문종은 환관들에게 농락당했으며, 환관들은 그를 아들 취급하였고 가짜 외삼촌을 등장시켜 황제를 우롱하기도 했다.
문종은 모후의 친척이 많지 않아 비밀리에 외가를 수소문했는데, 그 중 1인은 환관과의 원한관계 때문에 가짜임이 탄로났으며, 문종의 가짜 외삼촌은 3명이나 등장하였고 이들은 모두 유배되었다. 문종은 이훈(李訓)과 정주(鄭注) 등을 신임하여 등용했으며, 이들과 짜고 환관들을 모살(감로지변)하려다가 실패했다.
840년 병으로 대명궁(大明宮) 태화전(太和殿)에 거처하던 중 환관에 의해 독살당하였다.

## 존호, 시호, 묘호, 능호
시호는 원성소헌효황제(元聖昭獻孝皇帝)이다.
묘호는 문종(文宗)이며, 능호는 장릉(章陵)이다.

## 가계

### 조부모와 부모
- 조부 : 헌종(憲宗) 장무황제(章武皇帝) 이순(李純)
- 조모 : 의안황후(懿安皇后) 곽씨(郭氏)
- 부친 : 목종(穆宗) 문혜황제(文惠皇帝) 이항(李恒)
- 모친 : 정헌황후(貞獻皇后) 소씨(蕭氏)

### 후비
| 봉호(시호) | 별칭         | 이름(성씨) | 생몰년도  | 비고 |
| ---------- | ------------ | ---------- | --------- | ---- |
| 숙비(淑妃) |              | 왕씨(王氏) |           |      |
| 덕비(德妃) |              | 왕씨(王氏) | ? ~ 838년 |      |
| 현비(賢妃) |              | 양씨(楊氏) | ? ~ 840년 |      |
| 현비(賢妃) |              | 유씨(劉氏) |           |      |
|            | 대궁인(宮人) | 비란(飛鸞) |           |      |
|            | 소궁인(宮人) | 경봉(輕鳳) |           |      |

### 황자
| -    | 봉호           | 시호       | 이름           | 생몰년도  | 생모      | 자식 | 별칭  | 비고    |
| ---- | -------------- | ---------- | -------------- | --------- | --------- | ---- | ----- | ------- |
| 장남 | 황태자(皇太子) | 장각(莊恪) | 이영(李永)     | ? ~ 838년 | 덕비 왕씨 |      | [ 1 ] | 요절함. |
| 차남 | 장왕(蔣王)     |            | 이종검(李宗儉) |           |           |      |       | 요절함. |

### 황녀
| -    | 봉호(시호)         | 이름 | 생몰년도      | 생모 | 부마 | 별칭 | 비고  |
| ---- | ------------------ | ---- | ------------- | ---- | ---- | ---- | ----- |
| 장녀 | 흥당공주(興唐公主) |      |               |      |      |      |       |
| 차녀 | 서평공주(西平公主) |      |               |      |      |      |       |
| 3녀  | 낭녕공주(郎寧公主) |      | 827년 ~ 866년 |      |      |      | [ 2 ] |
| 4녀  | 광화공주(光化公主) |      | ? ~ 880년     |      |      |      |       |

## 기년
| 문종        | 원년                           | 2년        | 3년        | 4년        | 5년        | 6년        | 7년        | 8년        | 9년        | 10년            |
| ----------- | ------------------------------ | ---------- | ---------- | ---------- | ---------- | ---------- | ---------- | ---------- | ---------- | --------------- |
| 서력 (西曆) | 827년                          | 828년      | 829년      | 830년      | 831년      | 832년      | 833년      | 834년      | 835년      | 836년           |
| 간지 (干支) | 정미(丁未)                     | 무신(戊申) | 기유(己酉) | 경술(庚戌) | 신해(辛亥) | 임자(壬子) | 계축(癸丑) | 갑인(甲寅) | 을묘(乙卯) | 병진(丙辰)      |
| 연호 (年號) | 보력(寶曆) 3년 대화(大和) 원년 | 2년        | 3년        | 4년        | 5년        | 6년        | 7년        | 8년        | 9년        | 개성(開成) 원년 |
| 문종        | 11년                           | 12년       | 13년       | 14년       |            |            |            |            |            |                 |
| 서력 (西曆) | 837년                          | 838년      | 839년      | 840년      |            |            |            |            |            |                 |
| 간지 (干支) | 정사(丁巳)                     | 무오(戊午) | 기미(己未) | 경신(庚申) |            |            |            |            |            |                 |
| 연호 (年號) | 2년                            | 3년        | 4년        | 5년        |            |            |            |            |            |                 |